# Лукас Пападімос
Лукас Пападімос (грец. Λουκάς Παπαδήμος; 11 жовтня 1947, Афіни) — грецький економіст, прем'єр-міністр Греції з 11 листопада 2011 року до 17 травня 2012 року.

## Біографічні відомості
Лукас Пападімос народився в Афінах, однак виріс у Десфіні, ном Фокіда. Вивчав фізику в Массачусетському технологічному інституті, 1972 року здобув ступінь магістра в галузі електротехніки, а 1978 року докторський ступінь з економіки. Розпочав академічну кар'єру в Колумбійському університеті, де викладав економіку від 1975 до 1984 року, а потім в Афінському університеті з 1988 по 1993 рік.
1980 року працював головним економістом, управляючим Федерального резервного банку Бостона. 1985 року прийшов на посаду головного економіста в Банк Греції, 1993 року став заступником управляючого, а вже 1994 року — управляючим Банку Греції. Від 1998 року був членом Тристоронньої комісії. Під час свого перебування на посту центробанку країни був залучений до процесу переходу Греції від драхми до євро як своєї національної валюти.
2002 року Лукас Пападімос став віце-президентом Європейського центрального банку, у той час як його управляючим був Жан-Клод Тріше. Обіймав цю посаду до 2010 року, коли став радником прем'єр-міністра Греції Йоргоса Папандреу.
Автор численних статей в галузі макроекономічної теорії, структури та функціонування фінансових ринків, монетарного аналізу та політики, а також з питань, що стосуються економічної діяльності, фінансової стабільності та економічної політики в Європейському Союзі. Член Афінської академії від 2007 року.
Після відставки уряду Йоргоса Папандреу від 8 листопада 2011 року Лукас Пападімос 11 листопада очолив перехідний уряд країни. Нові дострокові парламентські вибори відбудуться 6 травня 2012 року, тоді ж буде визначений і новий прем'єр-міністр. Своїм основним завданням сам Пападімос назвав — втримати Грецію у Єврозоні.
25 травня 2017 року в Афінах в автомобілі колишнього прем’єр-міністра Греції Лукаса Пападімоса вибухнула бомба [Архівовано 25 травня 2017 у Wayback Machine.]. Колишній глава уряду був поранений. Як відомо, вибух стався під час того, як Лукас Пападімос відкривав папку в машині, в якій було заховано вибуховий пристрій.Крім екс-прем’єра, постраждали водій і ще один пасажир, які теж знаходилися в машині. Лукасу Пападімосу вдалося вижити.